# Arthur Ripley
Arthur Ripley (né le 12 janvier 1897 à New York et mort le 13 février 1961  à Los Angeles) est un réalisateur et scénariste américain.

## Filmographie

### Directeur de la photographie

#### Cinéma
- 1914 : A Celebrated Case
- 1914 : Shannon of the Sixth
- 1915 : A Price for Folly
- 1915 : Blindness of Devotion
- 1915 : Dr. Rameau
- 1915 : Should a Mother Tell
- 1915 : The Wonderful Adventure
- 1916 : The Green-Eyed Monster

### Réalisateur

#### Cinéma
- 1928 : Heart Trouble
- 1938 : J'ai retrouvé mes amours
- 1942 : Prisoner of Japan
- 1944 : Une voix dans la tempête
- 1946 : L'évadée
- 1949 : L'Atlantide avec Gregg C. Tallas et John Brahm
- 1958 : Thunder Road

#### Courts-métrages
- 1926 : Hooked at the Altar
- 1933 : A Wrestler's Bride
- 1933 : The Barber Shop
- 1933 : The Pharmacist avec W. C. Fields
- 1934 : Counsel on De Fence
- 1934 : In the Dog House
- 1934 : Shivers
- 1935 : Edgar Hamlet
- 1935 : Happy Tho' Married
- 1935 : In Love at 40
- 1935 : South Seasickness
- 1935 : The Leather Necker
- 1936 : Gasoloons
- 1936 : How to Behave
- 1936 : How to Train a Dog
- 1936 : Will Power
- 1940 : Scrappily Married
- 1940 : Twincuplets

#### Séries télévisées
- 1952 : Your Jeweler's Showcase
- 1953 : General Electric Theater
- 1953-1954 : Cavalcade of America (en)
- 1955 : The Star and the Story (en)
- 1957 : The Christophers
- 1958 : The Adventures of Jim Bowie
- 1959 : Colt .45 (en)

### Monteur

#### Cinéma
- 1922 : Folies de femmes
- 1922 : Under Two Flags
- 1926 : L'Athlète complet

### Producteur

#### Cinéma
- 1943 : Behind Prison Walls
- 1944 : Une voix dans la tempête
- 1958 : Thunder Road

#### Séries télévisées
- 1953 : Your Jeweler's Showcase
- 1953-1954 : Cavalcade of America (en)
- Date inconnue : General Electric Theater

### Scénariste

#### Cinéma
- 1920 : The Third Generation
- 1921 : Life's Darn Funny
- 1924 : Une dame de qualité (A Lady of Quality)
- 1926 : L'Athlète complet
- 1926 : Plein les bottes
- 1927 : Premier Amour (en) (His First Flame) de  Harry Edwards
- 1927 : Papa d'un jour
- 1927 : Sa dernière culotte
- 1928 : Heart Trouble
- 1928 : The Chaser
- 1929 : Barnum avait raison
- 1930 : Captain of the Guard (en)
- 1930 : Le Suprême enjeu
- 1932 : Hypnotized
- 1934 : Cur de tzigane (Caravan)
- 1939 : Waterfront
- 1942 : Prisoner of Japan
- 1944 : Une voix dans la tempête

#### Courts-métrages
- 1916 : His Busted Trust
- 1924 : La Longue Nuit
- 1924 : The Reel Virginian
- 1924 : Wandering Waistlines
- 1925 : Boobs in the Wood
- 1925 : His Marriage Wow
- 1925 : Lucky Stars
- 1925 : Plain Clothes
- 1925 : Remember When ?
- 1926 : A Yankee Doodle Duke
- 1926 : Saturday Afternoon
- 1926 : Smith's Uncle
- 1926 : Soldier Man
- 1927 : Fiddlesticks
- 1927 : Smith's Surprise
- 1927 : The Jolly Jilter
- 1930 : A Hollywood Theme Song
- 1930 : The Bluffer
- 1931 : Dance Hall Marge
- 1931 : Hold 'er Sheriff
- 1931 : In Conference
- 1931 : Just a Bear
- 1931 : L'Afrique vous mord
- 1931 : Speed
- 1931 : The Bride's Mistake
- 1931 : The College Vamp
- 1931 : The Dog Doctor
- 1932 : Courting Trouble
- 1933 : A Wrestler's Bride
- 1934 : Elmer Steps Out
- 1934 : In the Dog House
- 1934 : In-Laws Are Out
- 1934 : Love on a Ladder
- 1934 : Shivers
- 1935 : South Seasickness
- 1935 : The Leather Necker
- 1936 : Am I Having Fun !
- 1942 : Three Blonde Mice
- 1942 : Wedded Blitz
- 1943 : Hold Your Temper

#### Séries télévisées
- 1953 : General Electric Theater
- 1958 : The Adventures of Jim Bowie
- 1952-1956 : Cavalcade of America (en)